# الخريبة (العلا)
الخريبة هي منطقة أثرية كبيرة تقع في العلا غرب المملكة العربية السعودية، وبها محلب الناقة وهو عبارة عن حوض كبير يقال أن ناقة النبي صالح، تحلب لبناً يشربه الناس وتشرب الماء في ذلك اليوم كما ورد في القرآن الكريم (لها شرب ولكم شرب يوم معلوم)، إلا أن علماء الآثار أجمعوا على أنه بقايا معبد لحياني قديم وليس محلب ناقة صالح.

## الوصف
موقع الخريبة هو جزء من أطلال مدينة دادان القديمة، وهي حاضرة مملكة دادان العربية، ثم مملكة لحيان التي أعقبتها في حكم المنطقة، وقد برزت سيادة دادان على المنطقة خلال القرن السابع قبل الميلاد، وامتد نفوذها إلى كثير من المواقع المجاورة، في حين امتد نفوذ مملكة لحيان من القرن السادس قبل الميلاد إلى القرن الثاني قبل الميلاد، ودلت الشواهد الأثرية على فترات متفاوتة تجمع بين القوة والضعف لهذه المملكة التي حكمت معظم أنحاء شمال غرب الجزيرة العربية، تحوي الخريبة على عدد من المواقع الأثرية من أهمها مقابر الأسود ومحلب الناقة كما توجد عدد من النقوش والصخر المنحوت، والآثار المتناثرة في الموقع، وقد وثقت النقوش في الخريبة الأوضاع الاقتصادية والسياسية والدينية والاجتماعية للحيانيين، ومن أهم شواهد الخريبة الأثرية:
- مقابر منحوتة في الجبال نحتاً هندسياً.
- نقوش دادانية ومعينية ولحيانية وثمودية ونبطية وكوفية.
- آثار عيون وبقايا قلاع وسدود.
- تم بناء البلدة القديمة للعلا من أنقاض آثار ديدان ولحيان.
- مكان يسمى محلب الناقة.
- أبراج رصد طوالع النجوم والأهلة.